# Модель LMM
Модель  рынка либор (LMM, LIBOR Market Model) или Модель BGM (Brace-Gatarek-Musiela Model - модель Брейса-Гатарека-Мусиелы), а также иногда логнормальная модель форвардных ставок (LFM, LFRM) - в финансовой математике это модель динамики совокупности форвардных ставок в единой мере, используемая при оценке процентных производных инструментов, особенно экзотических производных инструментов.
Наличие в названии "рынка либор" связано с тем, что на практике ее можно было применять к существовавшему длительное время рынку процентных ставок LIBOR. Альтернативное наименование LFM конкретизирует логнормальный характер моделирования каждой форвардной ставки в собственной форвардной мере по аналогии с моделью Блэка. Собственно, оценка стоимости таких инструментов как кэпы и флоры в рамках такой модели эквивалентна оценке по формуле Блэка. Кроме того такое наименование модели в некотором смысле противопоставляется аналогичной модели для своп-ставок - LSM или LSRM (lognormal swap-rates model), так как, строго говоря логнормальность форвардных ставок и своп-ставок математически несовместимы (поэтому, одновременное использование формулы Блэка и для кэпов/флоров и для свопционов вообще говоря теоретически не совсем корректно).
На практике требуется применение численных методов для использования модели, в том числе методов симуляции (Монте-Карло).

## Математическое представление модели
В модели LMM динамика форвардных ставок в некоторой {\displaystyle T_{p}}-форвардной мере определяется следующими стохастическими дифференциальными уравнениями:
{\displaystyle dF_{j}(t)={\begin{cases}F_{j}(t){\sigma }_{j}(t)dW_{j}^{Q^{T_{p}}}(t)-F_{j}(t)\sum \limits _{k=j+1}^{p}{\frac {\tau F_{k}(t)}{1+\tau F_{k}(t)}}{\sigma }_{j}(t){\sigma }_{k}(t){\rho }_{jk}dt&j<p\\F_{j}(t){\sigma }_{j}(t)dW_{j}^{Q^{T_{p}}}(t)&j=p\\F_{j}(t){\sigma }_{j}(t)dW_{j}^{Q^{T_{p}}}(t)+F_{j}(t)\sum \limits _{k=p+1}^{j}{\frac {\tau F_{k}(t)}{1+\tau F_{k}(t)}}{\sigma }_{j}(t){\sigma }_{k}(t){\rho }_{jk}dt&j>p\\\end{cases}}}
где:
{\displaystyle F_{j}(t)} - форвардная ставка на j-й временной интервал, а {\displaystyle \sigma _{j}} - ее локальная логнормальная волатильность
{\displaystyle W_{j}^{Q^{T_{p}}}} - винеровский процесс в {\displaystyle T_{p}}-форвардной мере для j-й форвардной ставки
{\displaystyle \rho _{jk}} - локальная корреляция винеровских процессов {\displaystyle W_{j}^{Q^{T_{p}}}} и {\displaystyle W_{k}^{Q^{T_{p}}}} , то есть {\displaystyle dW_{j}^{Q^{T_{p}}}dW_{k}^{Q^{T_{p}}}=\rho _{jk}dt}
В частности, если выбрана терминальная форвардная мера, то для всех форвардных ставок выполняется первое уравнение

## Вывод формул
Форвардные ставки являются мартингалами в собственной форвардной мере, поэтому в этой мере описываются уравнением без дрифта
{\displaystyle dF_{j}(t)=F_{j}(t){\sigma }_{j}(t)dW_{j}^{Q^{T_{j}}}(t)}
Процесс плотности замены меры на {\displaystyle {Q^{T_{p}}}} пропорционален {\displaystyle P(t,T_{j})/P(t,T_{p})}, поэтому для логарифма процесса плотности имеем:
{\displaystyle \ln z=\ln {\frac {P(t,T_{j})}{P(t,T_{p})}}=\sum _{k=j+1}^{p}\ln {\frac {P(t,T_{k-1})}{P(t,T_{k})}}=\sum _{k=j+1}^{p}\ln(1+F_{k}\tau _{k})}
Тогда для трендовой составляющей имеем
{\displaystyle d\ln F_{j}d\ln z=-d\ln F_{j}\sum _{k=j+1}^{p}{\frac {\tau _{k}dF_{k}}{1+F_{k}\tau _{k}}}=-{\sigma }_{j}dW_{j}^{Q^{T_{j}}}\sum _{k=j+1}^{p}{\frac {\tau _{k}F_{k}{\sigma }_{k}dW_{k}^{Q^{T_{k}}}}{1+F_{k}\tau _{k}}}=-\sum _{k=j+1}^{p}{\frac {\tau _{k}F_{k}{\sigma }_{k}{\sigma }_{j}\rho _{kj}}{1+F_{i}\tau _{i}}}dt}
поэтому процесс форвардной ставки в новой мере будет иметь вид
{\displaystyle dF_{j}(t)=F_{j}(t){\sigma }_{j}(t)dW_{j}^{Q^{T_{p}}}(t)-F_{j}(t)\sum \limits _{k=j+1}^{p}{\frac {\tau _{k}F_{k}(t)}{1+\tau _{k}F_{k}(t)}}{\sigma }_{j}(t){\sigma }_{k}(t){\rho }_{jk}dt}